# Jodis urosticta
Jodis urosticta är en fjärilsart som beskrevs av Louis Beethoven Prout 1930. Jodis urosticta ingår i släktet Jodis och familjen mätare. Inga underarter finns listade i Catalogue of Life.